# Festival international du film des Hamptons 2014
Le Festival international du film des Hamptons 2014 (The Hamptons International Film Festival ou HIFF), s'est tenu du 9 au 13 octobre 2014.

## Palmarès
Source.
- Golden Starfish Awards :
  - Meilleur film : Gett, le procès de Viviane Amsalem de Shlomi Elkabetz et Ronit Elkabetz  France  Allemagne
  - Meilleur film documentaire : Pourvu qu'on m'aime (The Special Need) de Carlo Zoratti  Italie  Allemagne
  - Meilleur court métrage de fiction : Tzniut de Gudmundur A. Gudmundsson

- Audience Awards :
  - Meilleur film : The Imitation Game de Morten Tyldum  Royaume-Uni  États-Unis
  - Meilleur film documentaire : Iris de Albert Maysles  États-Unis
  - Meilleur court métrage : Festin de Patrick Osborne  États-Unis

- Zelda Penzel “Giving Voice to the Voiceless” Award : Virunga de Orlando von Einsiedel
- Nussbaum Award :
- Victor Rabinowitz & Joanne Grant Award for Social Justice : Virunga de Orlando von Einsiedel
- Tangerine Entertainment Juice Award : Little Accidents de Sara Colangelo  États-Unis
- Suffolk County Film Commission Views From Long Island Award : Gabriel de Lou Howe
- Conflict and Resolution Award : E-Team de Ross Kauffman et Katy Chevigny
- Alfred P. Sloan Feature Film Award : The Imitation Game de Morten Tyldum  Royaume-Uni  États-Unis